# Neopomacentrus metallicus
Neopomacentrus metallicus és una espècie de peix de la família dels pomacèntrids i de l'ordre dels perciformes.

## Morfologia
Els mascles poden assolir els 6 cm de longitud total.

## Distribució geogràfica
Es troba a Fidji, Samoa i Tonga.